# Ivo Smoje
Ivo Smoje (* 21. November 1978 in Osijek) ist ein kroatischer ehemaliger Fußballspieler und jetziger -trainer.

## Sportlicher Werdegang
Smoje spielte in der Jugend für NK Osijek und NK Olimpija Osijek, ehe er beim NK Valpovka Valpovo Ende der 1990er Jahre seine ersten Schritte im Erwachsenenbereich machte. Über NK Grafičar Vodovod kam er 2001 zu Dinamo Zagreb, konnte sich dort aber nicht durchsetzen und wurde ab Januar 2002 an den Zweitligisten NK Croatia Sesvete verliehen. 
Anfang 2003 wechselte Smoje zum NK Kamen Ingrad Velika in die 1. HNL, für den der Defensivspieler im Europapokal gegen den FC Schalke 04 spielte. Anderthalb Jahre später kehrte er zum NK Osijek zurück und war langjährig Stammspieler,  ehe er 2009 zu Hajduk Split weiterzog. Hier blieb ihm nur die Rolle eines Ergänzungsspielers, so dass er nach nur einer Spielzeit erneut zum NK Osijek wechselte. Mit dem Klub stand er unter Trainer Stanko Mršić im Endspiel um den Landespokal 2011/12, das gegen Dinamo Zagreb verloren ging. 2014 beendete er seine aktive Laufbahn.
Nach dem Karriereende blieb Smoje NK Osijek verbunden und arbeitete als Assistent unter verschiedenen Cheftrainern. Nach drei Niederlage in den letzten fünf Spielen trennte sich der Klub im Oktober 2023 von Cheftrainer Stjepan Tomas, Smoje wurde als interimistischer Trainer befördert. Sein einziges Spiel im Amt endete am 7. Oktober mit einem 3:0-Erfolg über NK Rudeš nach Treffern von Ramón Miérez, Ivan Fiolić und Darko Nejašmić. Am 13. Oktober verpflichtete der Klub während der Länderspielpause mit Zoran Zekić, der vom albanischen Klub FK Partizani Tirana abgeworben wurde, einen neuen Cheftrainer.